# Seppo Kantonen

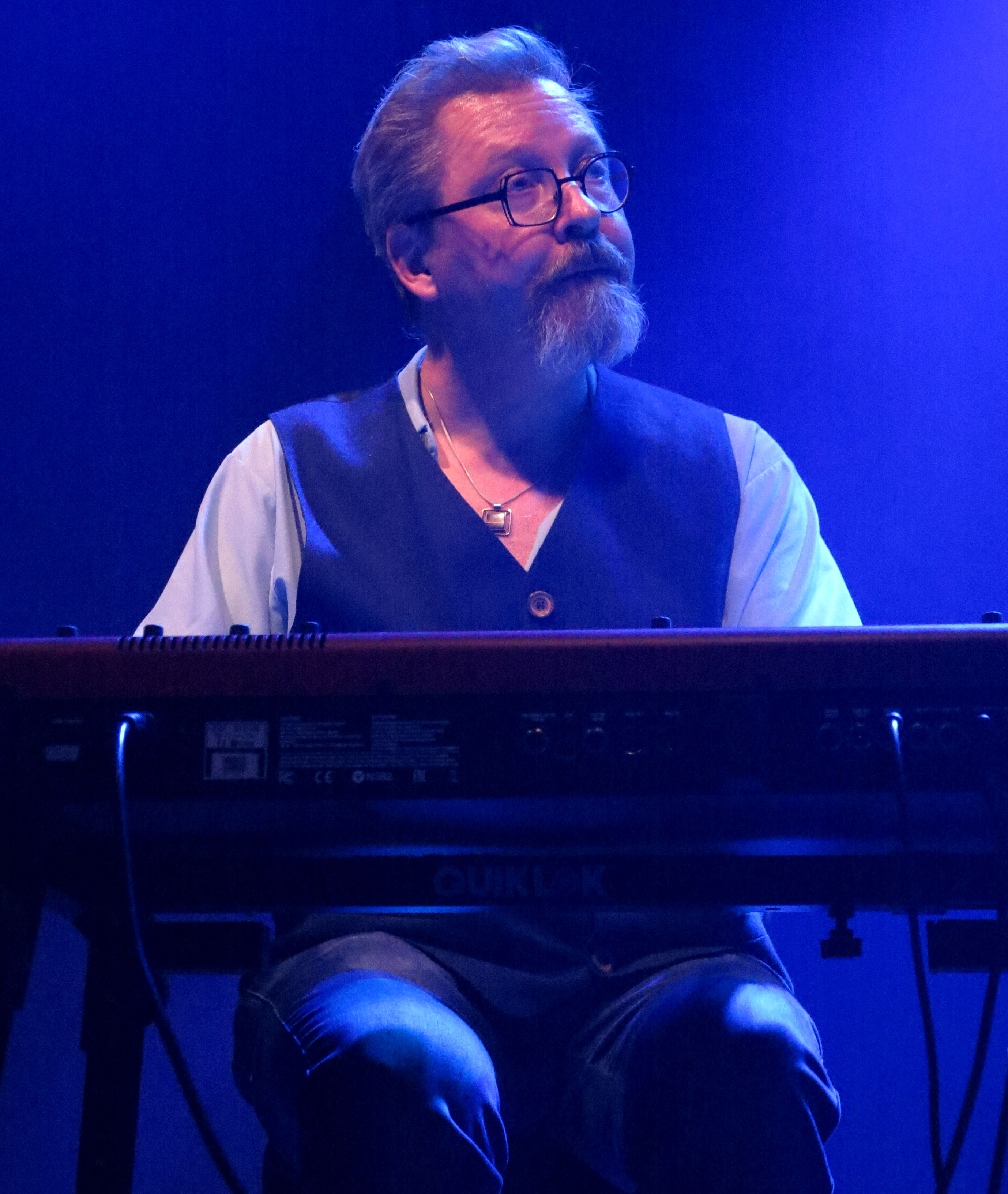
Seppo Kantonen, 2019

Seppo Kantonen (* 13. November 1963) ist ein finnischer Jazzpianist.
Kantonen studierte ab seinem dreizehnten Lebensjahr Musik. 1983 trat er mit dem UMO Jazz Orchestra auf. Bald arbeitete er mit Musikern wie dem Trompeter Henrik Otto Donner und dem Saxophonisten Eero Koivistoinen zusammen. Daneben machte er sich einen Namen als Rockmusiker. 1985 wurde er mit dem Georgie Award ausgezeichnet.
1989 wurde er Mitglied der Gruppe Heavy Jazz des Bassisten Pekka Pohjola. Er trat in ganz Europa und im Fernen Osten ebenso auf wie in der ehemaligen Sowjetunion und den USA und wurde bald einer der gesuchtesten Sidemen Finnlands. 1989 nahm er mit dem Keyboarder Jarmo Savolainen das Duo-Album Phases auf.
Ende der 1990er Jahre leitete Kantonen das Trio Klang, das 1998 mit dem Trompeter Tomasz Stańko durch Finnland tourte. Er spielte weiterhin mit dem UMO Jazz Orchestra. 2007 trat er mit dem Quartett des Saxophonisten Mikko Innanen auf dem Moers Festival auf.